# 葉翔之
葉翔之（1912年9月29日—2001年1月3日），化名陸重光、葉光華，生於浙江省餘杭縣（今已併入杭州市），前中華民國軍統局少將處長、國防部情報局局長，中國國民黨第九、十屆中央委員。為情報界重要人物，蔣經國得力助手之一。其子為已故知名律師、前中影公司董事長葉潛昭（1937-2013）。

## 生平
民國元年9月29日出生於浙江杭州，留學日本，畢業於日本明治大學政治經濟科畢業。回國後，加入國民黨，從事情報工作。
1949年，擔任國防部保密局第二處處長，負責在香港暗殺楊杰，並偵破參謀次長吳石案、台灣省工作委員會，受到蔣介石的注意。
1950年，蔣經國希望藉由改組保密局，在情報界建立自己的勢力，企圖拉攏葉翔之。引起毛人鳳不滿，曾經企圖暗殺葉翔之，後因蔣介石介入而未成功。葉翔之此後成為蔣經國的人馬。
1960年，成為國防部情報局局長。
1973年至1975間，任職中國文化大學大陸問題研究所主任。
1975年，退休後，聘為國策顧問。
1979年，葉翔之之子葉依仁因涉及洋洋百貨倒閉，捲款淺逃海外。蔣經國在1979年5月1日的日記記載：「最近葉翔之之子放高利貸捲款逃至國外一事，影響民心之大，可以把政府的政績一筆勾銷，思之心痛亦愧對百姓和黨國。因為葉某是我用的，我用了兩個敗類，一個是葉某，一個是陶一珊（陶大偉之父），而此二人皆為王新衡所介紹，我自己承認一時糊塗且有罪，用人應格外審慎，切記切記」:161
據2014年11月25日，NOWnews引述黃光芹的編述，當蔣經國發現前情報局長葉翔之住豪邸，還裝潢得金璧輝煌，立刻就請他走人。
2001年，病逝於台北榮民總醫院。